# أليساندرو بيليجريني
أليساندرو بيليجريني (بالإيطالية: Alessandro Pellegrini)‏ (2 أغسطس 1964 فيرتشيلي إيطاليا - ) هو لاعب كرة قدم إيطالي، يلعب كلاعب وسط.

## مسيرته

### مسيرته مع الأندية
- 1984 - 1988 لعب مع نادي كاتانيا 117 مباراة سجل خلالها 4 أهداف.